# Московский международный кинофестиваль 1969
 VI Московский международный кинофестиваль состоялся в 1969 году. Открылся 7 июля 1969 года.

## Жюри
В состав жюри входили:
- Сергей Герасимов, режиссёр (СССР) — председатель жюри
- Дев Ананд — режиссёр, актёр и продюсер, Индия
- Вия Артмане — актриса, СССР
- Кинг Видор — режиссёр, США
- Эрвин Гешоннек — актёр, ГДР
- Анатолий Головня — оператор, СССР
- Тереза М’Биссин[англ.] — актриса, Сенегал
- Захари Жандов — режиссёр, НРБ
- Станислав Звоничек — киновед, ЧССР
- Ежи Кавалерович — режиссёр, ПНР
- Ион Попеску-Гопо — режиссёр, СРР
- Глаубер Роша — режиссёр, Бразилия
- Иштван Сабо — режиссёр, ВНР
- Альберто Сорди — актёр, Италия
- Ив Чампи — режиссёр, Франция
- Мадиха Юсри[англ.] — актриса, ОАР

## Фильмы-участники
- «Братья Карамазовы» (СССР, реж. Иван Пырьев)
- «В разгар джазового сезона[вд]» / Midt i en jazztid (Дания, реж. Кнуд Лейф Томсен)
- «Время жить» / Le temps de vivre (Франция, реж. Бернар Поль)
- «Время развлечений» / Playtime (Франция-Италия, реж. Жак Тати)
- «Всего на один месяц[вд]» / «Всего один месяц» / O femeie pentru un anotimp (Румыния, реж. Георге Витанидис)
- «Выжженная земля» / Brent jord (Норвегия, реж. Кнут Андерсен[вд])
- «2000 недель[вд]» / 2000 weeks (Австралия, реж. Тим Бёрсталл[вд])
- «2001: космическая одиссея» / 2001: A space odyssey (Великобритания-США, реж. Стэнли Кубрик)
- «Стены[вд]» / Falak (Венгрия, реж. Андраш Ковач)
- «Дневник немецкой женщины[вд]» (ГДР, реж. Аннели и Андре Торндайк)
- «Доживём до понедельника» (СССР, реж. Станислав Ростоцкий)
- «Долгий разговор[вд]» / Palaver (Бельгия, реж. Эмиль Дежлен[вд])
- «Здесь, под полярной звездой» / Taalla pohjantahden alla (Финляндия, реж. Эдвин Лайне)
- «Кабаскабо[вд]» / Cabascabo (Нигер, реж. Умару Ганда)
- «Когда слышишь колокола[вд]» / Kad cujes zvona (Югославия, реж. Антун Врдоляк)
- «Колония Ланфиер» (ЧССР-СССР, реж. Ян Шмидт[вд])
- «Коридоры[вд]» / Korridoren (Швеция, реж. Ян Хальдофф[вд])
- «Немного страха[вд]» / Шай Мин Эль-Хауф (ОАР, реж. Хусейн Камаль)
- «Лусия» / Lucia (Куба, реж. Умберто Солас)
- «Оливер!» / Oliver! (Великобритания, реж. Кэрол Рид)
- «Пан Володыевский» / Pan Wolodyjowski (Польша, реж. Ежи Гофман)
- «Помоги мне, кум[вд]» / Ayudeme usted compadre (Чили, реж. Херман Беккер[вд])
- «Река без моста» / «Без права на жизнь» / Хаси-но най кава (Япония, реж. Тадаси Имаи)
- «Река течёт[вд]» / Наваб сираджуддаула (Пакистан, реж. Хан Атаур Рахман[вд])
- «Селестина[вд]» / La Celestina (Испания-ФРГ, реж. Сесар Ардавин[вд])
- «Серафино» / Serafino (Италия-Франция, реж. Пьетро Джерми)
- «Симон Боливар[вд]» / «Симон Боливар, освободитель» / Simón Bolívar, il liberatore (Италия-Испания, реж. Алессандро Блазетти)
- «Солнце и ливень[вд]» / Мегх-о-роудра (Индия, реж. Арундхати Деви[вд])
- «Срок — 7 дней[вд]» / Sieben tage frist (ФРГ, реж. Альфред Форер)
- «Танго[вд]» (НРБ, реж. Васил Мирчев[вд])
- «Узкая полоска неба[вд]» / Breve cielo (Аргентина, реж. Давид Хосе Коон[вд])
- «Утро[вд]» / «Суровое утро» / Оглоо (МНР, реж. Дэжидийн Жигжид)

Фильм, показанный, но не вошедший в программу фестиваля:
- «Унесённые ветром» / Gone with the Wind (США, реж. Виктор Флеминг)

## Награды
Большой приз
- Не вручался

Золотые призы
- «Лусия» (Куба, реж. Умберто Солас)
- «Серафино» (Италия-Франция, реж. Пьетро Джерми)
- «Доживём до понедельника» (СССР, реж. Станислав Ростоцкий)

Серебряные премии
- «Время развлечений» (Франция-Италия, реж. Жак Тати)
- «Когда слышишь колокола» (СФРЮ, реж. Антун Врдоляк)

Специальные премии
- режиссёр Иван Пырьев (за фильм «Братья Карамазовы», СССР) — посмертно
- режиссёр Кэрол Рид (фильм «Оливер!», Великобритания)
- «Дневник немецкой женщины» (ГДР, реж. Аннели и Андре Торндайк)

Призы
- Фильм «2001: космическая одиссея» (Великобритания-США) за использование технических средств[источник не указан 1329 дней]
- актёр Рон Муди («Оливер!», Великобритания)
- актёр Тадеуш Ломницкий («Пан Володыевский», ПНР)
- актриса Ирина Петреску («Всего один месяц», СРР)
- актриса Ана Мария Пиккио («Узкая полоска неба», Аргентина)

Почётный диплом
- «Выжженная земля» (Норвегия, реж. Кнут Андерсен)
- «Кабаскабо» (Нигер, реж. Умару Ганда)
- режиссёр Андраш Ковач («Стены», ВНР)
- оператор Ивайло Тренчев[вд] («Танго», НРБ)

Премия ФИПРЕССИ
- «Лусия» (Куба, реж. Умберто Солас)